# Andrew Benintendi
Andrew Benintendi (né le 6 juillet 1994 à Cincinnati, Ohio, États-Unis) est un voltigeur des Chicago White Sox de la Ligue majeure de baseball.

## Carrière
Andrew Benintendi est repêché par l'équipe de sa ville natale, les Reds de Cincinnati, alors qu'il évolue à l'école secondaire Madeira de Cincinnati. Réclamé par les Reds au 31e tour de sélection en 2013, il repousse cependant l'offre et rejoint les Razorbacks de l'université de l'Arkansas et signe son premier contrat professionnel avec les Red Sox de Boston, qui en font leur choix de premier tour et le 7e athlète réclamé au total à la séance du repêchage amateur de 2015
En 2015, le jeune Benintendi gagne le trophée Dick Howser, le Golden Spikes Award en plus d'être nommé joueur collégial de l'année aux États-Unis par Baseball America.
Andrew Benintendi fait ses débuts dans le baseball majeur le 2 août 2016 avec les Red Sox de Boston. Il maintient une moyenne au bâton de ,295 dans les 34 matchs auquel il prend part avec Boston durant cette saison. Le 6 octobre 2016, il fait ses débuts en séries éliminatoires et à son premier passage au bâton réussit un coup de circuit aux dépens du lanceur Trevor Bauer de Cleveland. À 22 ans et 92 jours, il est le plus jeune joueur à frapper un circuit en match éliminatoire dans l'histoire des Red Sox, battant le record de Reggie Smith (en) (22 ans et 188 jours) en Série mondiale 1967.
Au début 2017, Benintendi trône au sommet du classement annuel des 100 meilleurs joueurs d'avenir dressé par Baseball America et il commence la saison 2017 avec les Red Sox. Benintendi maintient une moyenne au bâton de ,330 et une moyenne de présence sur les buts de ,420 en août 2017 et est élu meilleure recrue du mois de la Ligue américaine.
En décembre 2022, Benintendi signe un contrat de 5 ans avec les White Sox de Chicago.